# Gare de Mahlow
La gare de Mahlow est une gare ferroviaire allemande de la ligne de Berlin à Dresde. Elle est située à une centaine de mètres de la ligne de la grande ceinture de Berlin dans le centre-ville de Blankenfelde-Mahlow.

## Histoire
La gare de Mahlow ouvre le 17 juin 1875 avec la ligne de Berlin à Dresde. L'électrification a lieu le 15 mai 1939, elle est étendue à Rangsdorf en octobre 1940. Pendant les bombardements en 1943, le bâtiment de la gare est touché et gravement endommagé.
Avec la construction du mur de Berlin, le trafic de la S-Bahn est coupé vers le nord. Un train allant à Rangsdorf est arrêté puis les trains de Rangsdorf ou Wünsdorf passant par Mahlow sont à partir de mai 1963 sur la ligne de la grande ceinture de Berlin vers Schönefeld. Afin de continuer à servir Mahlow, une plate-forme séparée est construite à la gare de Blankenfelde et la section courte est desservie par une navette ; les DR classe V 15 lui valent le surnom de « ligne bleue ».
Après la réunification, la connexion du réseau ferroviaire de transport en commun rapide à Berlin-Ouest avec les alentours est abordée. Étant donné que la ligne de Dresde est électrifiée en 1985 avec un courant alternatif, une ligne de chemin de fer complètement nouvelle devrait être construite pour une reprise de la S-Bahn à Rangsdorf. Par conséquent, une remise en service va jusqu'à Blankenfelde, où un changement de trafic régional est établi. La « ligne bleue » est arrêtée le 16 septembre 1991 et la section concernée par le fonctionnement électrique est reconstruite. Le 31 août 1992, le trafic de la S-Bahn de Blankenfelde via Mahlow à Lichtenrade puis à Bernau reprend.

## Service des voyageurs

### Desserte
Mahlow est desservie par la ligne 2 du S-Bahn de Berlin toutes les vingt minutes et est en correspondance avec les bus de la Verkehrsgesellschaft Teltow-Fläming.